# Hidrotratamento
O Hidrotratamento (HDT) é um processo de refino que consiste na inserção de gás hidrogênio, sob pressão e temperatura adequadas, nas correntes derivadas dos cortes da destilação do petróleo.

## Objetivos
O processo de hidrotratamento de uma corrente de petróleo, entre muitos objetivos, os seguintes citados abaixo:
- Estabilização de determinados cortes de petróleo cujas características usuais seriam inviáveis para utilização direta em motores a combustão, principalmente aqueles oriundos de processos térmicos, tais como o LCO (Light Cycle Oil), as naftas oriundas do processo de craqueamento catalítico (FCC) e as correntes oriundas das unidades de coque;

- Substituição dos heteroátomos existentes nas correntes de petróleo que causam principalmente o aumento das emissões ambientalmente nocivas e formadoras de acidez (enxofre e nitrogênio). A remoção de halogênios. Remoção de compostos que causam aumento do teor de fuligem (compostos aromáticos) e particulados (metais);

- Conversão de produtos oriundos de fontes naturais, tais como os óleos vegetais e animais em hidrocarbonetos (green diesel, diesel "verde");

## Aplicações
Esse processo pode ser empregado a todos os cortes de petróleo (gases, nafta, querosene, diesel, gasóleos, lubrificantes, parafinas e etc).
De modo geral, as reações que compoem o processo de HDT são:
- Dessulfurização (HDS): Hidrogenação de compostos sulfurados, como mercaptans e sulfetos;

- Desnitrogenação (HDN): Hidrogenação de compostos nitrogenados, como pirróis e piridinas;

- Desoxigenação (HDO): Hidrogenação de compostos oxigenados, como fenóis;

- Desalogenação: Hidrogenação de compostos halogenados, como cloretos.